# Trophée NHK 2021
Navigation
Édition précédente Édition suivante
Le Trophée NHK (en japonais NHK杯国際フィギュアスケート競技大会, en anglais : NHK Trophy) est une compétition internationale de patinage artistique qui se déroule au Japon au cours de l'automne. Il accueille des patineurs amateurs de niveau senior dans quatre catégories: simple messieurs, simple dames, couple artistique et danse sur glace.
Le quarante-troisième Trophée NHK est organisé du 12 au 14 novembre 2021 au gymnase olympique de Yoyogi à Tokyo. Il est la quatrième compétition du Grand Prix ISU senior de la saison 2021/2022.

## Résultats

### Messieurs
| Rang | Nom               | Pays         | Points | Programme court | Programme court | Programme libre | Programme libre |
| ---- | ----------------- | ------------ | ------ | --------------- | --------------- | --------------- | --------------- |
| 1    | Shoma Uno         | Japon        | 290.15 | 1               | 102.58          | 1               | 187.57          |
| 2    | Vincent Zhou      | États-Unis   | 260.69 | 2               | 99.51           | 6               | 161.18          |
| 3    | Cha Jun-hwan      | Corée du Sud | 259.60 | 3               | 95.92           | 5               | 163.68          |
| 4    | Makar Ignatov     | Russie       | 257.20 | 4               | 90.54           | 4               | 166.66          |
| 5    | Matteo Rizzo      | Italie       | 255.84 | 6               | 84.78           | 3               | 171.06          |
| 6    | Alexander Samarin | Russie       | 255.65 | 7               | 84.32           | 2               | 171.33          |
| 7    | Sōta Yamamoto     | Japon        | 238.90 | 5               | 86.05           | 7               | 152.85          |
| 8    | Kao Miura         | Japon        | 232.89 | 8               | 76.62           | 8               | 156.27          |
| 9    | Tomoki Hiwatashi  | États-Unis   | 217.08 | 9               | 72.36           | 9               | 144.72          |
| 10   | Nam Nguyen        | Canada       | 208.39 | 10              | 64.28           | 10              | 144.11          |
| 11   | Camden Pulkinen   | États-Unis   | 193.18 | 11              | 55.53           | 11              | 137.65          |

### Dames
| Rang    | Nom            | Pays         | Points | Programme court | Programme court | Programme libre | Programme libre |
| ------- | -------------- | ------------ | ------ | --------------- | --------------- | --------------- | --------------- |
| 1       | Kaori Sakamoto | Japon        | 223.34 | 1               | 76.56           | 1               | 146.78          |
| 2       | Mana Kawabe    | Japon        | 205.44 | 2               | 73.88           | 4               | 131.56          |
| 3       | You Young      | Corée du Sud | 203.60 | 3               | 68.08           | 2               | 135.52          |
| 4       | Alysa Liu      | États-Unis   | 202.90 | 4               | 67.72           | 3               | 135.18          |
| 5       | Lim Eun-soo    | Corée du Sud | 186.68 | 5               | 65.23           | 6               | 121.45          |
| 6       | Rino Matsuike  | Japon        | 186.17 | 7               | 63.34           | 5               | 122.83          |
| 7       | Amber Glenn    | États-Unis   | 175.83 | 6               | 63.43           | 8               | 112.40          |
| 8       | Nicole Schott  | Allemagne    | 172.37 | 8               | 59.26           | 7               | 113.11          |
| 9       | Wi Seo-yeong   | Corée du Sud | 170.54 | 9               | 58.23           | 9               | 112.31          |
| Forfait | Daria Usacheva | Russie       |        | NC              | NC              | NC              | NC              |

### Couples
| Rang | Nom                                     | Pays       | Points | Programme court | Programme court | Programme libre | Programme libre |
| ---- | --------------------------------------- | ---------- | ------ | --------------- | --------------- | --------------- | --------------- |
| 1    | Anastasia Mishina / Aleksandr Galliamov | Russie     | 227.28 | 1               | 78.40           | 1               | 148.88          |
| 2    | Evgenia Tarasova / Vladimir Morozov     | Russie     | 213.27 | 2               | 75.78           | 2               | 137.49          |
| 3    | Riku Miura / Ryuichi Kihara             | Japon      | 209.42 | 3               | 73.98           | 3               | 135.44          |
| 4    | Ashley Cain-Gribble / Timothy LeDuc     | États-Unis | 202.79 | 4               | 70.75           | 4               | 132.04          |
| 5    | Audrey Lu / Misha Mitrofanov            | États-Unis | 190.03 | 5               | 64.95           | 5               | 125.08          |
| 6    | Evelyn Walsh / Trennt Michaud           | Canada     | 167.98 | 6               | 56.97           | 6               | 111.01          |
| 7    | Minerva Fabienne Hase / Nolan Seegert   | Allemagne  | 161.89 | 7               | 54.63           | 7               | 107.26          |

### Danse sur glace
| Rang | Nom                                    | Pays        | Points | Danse rythmique | Danse rythmique | Danse libre | Danse libre |
| ---- | -------------------------------------- | ----------- | ------ | --------------- | --------------- | ----------- | ----------- |
| 1    | Victoria Sinitsina / Nikita Katsalapov | Russie      | 215.44 | 1               | 86.33           | 1           | 129.11      |
| 2    | Madison Chock / Evan Bates             | États-Unis  | 210.78 | 2               | 86.02           | 2           | 124.76      |
| 3    | Lilah Fear / Lewis Gibson              | Royaume-Uni | 191.91 | 3               | 76.43           | 3           | 115.48      |
| 4    | Sara Hurtado / Kirill Khaliavin        | Espagne     | 188.09 | 4               | 76.40           | 5           | 111.69      |
| 5    | Marjorie Lajoie / Zachary Lagha        | Canada      | 187.38 | 5               | 74.45           | 4           | 112.93      |
| 6    | Kana Muramoto / Daisuke Takahashi      | Japon       | 179.50 | 6               | 70.74           | 6           | 108.76      |
| 7    | Misato Komatsubara / Tim Koleto        | Japon       | 172.20 | 7               | 68.13           | 7           | 104.07      |
| 8    | Alexandra Nazarova / Maxim Nikitin     | Ukraine     | 165.38 | 8               | 66.07           | 8           | 99.31       |
| 9    | Sofia Shevchenko / Igor Eremenko       | Russie      | 160.13 | 9               | 65.17           | 9           | 94.96       |

## Source
- (en) Résultats du Trophée NHK 2021 sur le site de l'ISU